# No Matter What’s the Cause
No Matter What’s the Cause — седьмой студийный альбом немецкой группы Holy Moses, вышедший в 1994 году.

## Об альбоме
No Matter What’s the Cause был записан и выпущен в августе 1994 года. Переиздан в 2006 году с шестью бонус-треками. Альбом записан без участия Сабины Классен и, в отличие от предыдущих работ группы, больше ориентирован на хардкор-панк и дэт-метал.

## Список композиций
1. «Upon Your Tongue» — 1:02
2. «A Word to Say» — 2:05
3. «Step Ahead» — 2:35
4. «Acceptance» — 3:54
5. «Just Because» — 2:42
6. «What’s Up» — 2:41
7. «Senseless One» — 1:40
8. «Denial» — 1:49
9. «Hate Is Just a 4 Letter Word» — 6:17
10. «On You» — 2:59
11. «I Feel Sick» — 3:26
12. «No Solution» — 2:08
13. «Bomber» — 2:41

Бонус-треки 2006 года:
1. «Hate Is Just a 4 Letter Word» (Shock Therapy cover)
2. «Intro»
3. «I Am Not a Bitch»
4. «Never Give Up»
5. «Nights in the City»
6. «Satan’s Angel»

## Участники записи
- Энди Классен — гитара, вокал
- Дэн Лилкер — бас
- Свен Хервиг — ударные